# 혜빈 정씨
혜빈 정씨(惠嬪 鄭氏, ? ~ 1595년 이후)는 조선 인종의 후궁이다.

## 생애
본관은 경주 증조부 제안공 이조판서정효상 조부 정홍선 아버지는 정온, 어머니는 남원 양씨 양숙의 딸이다. 정씨의 고모는 성종의 서자인 영산군의 아내이다. 또 정씨의 숙부 정량은 시직의 직위에 있으면서 당시 왕세자였던 인종을 모셨으나, 성격이 간사하고 형제간에 분란이 잦아 다른 이로 교체된 적이 있다.
정씨가 입궁하게 된 경위나 자세한 생애, 생몰년 등은 기록된 바가 없어 자세히 알 수 없다. 다만 임진왜란 발발 후인 1595년(선조 28년) 음력 5월 26일 조정에서 경기도 광주감사에게 혜빈 정씨에 대해 음식물을 지급하라는 명을 내린 것으로 보아, 최소한 그 이후에 사망한 듯 하다. 소생은 없다.

## 관련 유물
- 《안락국태자전변상도》 : 1576년(선조 9년)에 정씨와 선조, 인성왕후, 의인왕후, 공회빈 윤씨 등의 안녕을 기원하며 제작된 불화이다. 비구니 혜원과 혜월이 제작하였다.[6]

## 가족 관계
- 할아버지 : 정홍선
  - 고모 : 교성군부인(交城郡夫人) 경주 정씨(慶州 鄭氏, 생몰년 미상)
    - 고모부 : 영산군 (성종과 숙용 심씨의 아들)
- 아버지 : 정온(鄭溫, 생몰년 미상)
- 어머니 : 남원 양씨 양숙(梁淑)의 딸
- 남편 : 제12대 인종(仁宗, 1515~1545, 재위:1544~1545)